# Ulica Wygoda w Krakowie
Ulica Wygoda – ulica w Krakowie, w dzielnicy I Stare Miasto, na Nowym Świecie. Przecznica ulicy Retoryka, w kierunku północno-zachodnim, obecnie ślepa, kończy się jako sięgacz.

## Historia
W XVII oraz XVIII wieku znajdowała się w miejscu ulicy, jurydyka Wygoda. Dworek zbudowany na terenie posiadłości, także nazywany był Wygodą i stanowił własność Wincentego Pola, a od 1869 roku Juliusza Kossaka i jego rodziny. 
Ulica wytyczona została na początku XIX wieku, lecz miała wtedy inny kształt niż obecnie; była dłuższa i równoległa do ulicy Zwierzynieckiej. Kształt dzisiejszy ulicy został nadany na początku XX wieku, kiedy to rozebrano austriackie fortyfikacje Twierdzy Kraków. W 1912 roku Rada Miasta Krakowa nadała ulicy obecną nazwę, choć rozpatrywano także propozycję nadania ulicy nazwę Cienistej.
Do lat 60. XX wieku ulica krzyżowała się z al. Krasińskiego. Wybudowane biurowców Polskiego Wydawnictwa Muzycznego i dzisiejszej Izby Celnej (al. Krasińskiego 11a i 11b) w miejscu gdzie łączyła się z Alejami spowodowało, że ulica stała się ślepa.
Na skrzyżowaniu ulicy z al. Krasińskiego żołnierze oddziału specjalnego Armii Krajowej „Osa”-„Kosa 30”, 20 kwietnia 1943 roku przeprowadzili zamach na Wyższego Dowódcę SS i Policji w Generalnym Gubernatorstwie SS-Obergruppenführera Friedricha Wilhelma Krügera. Fakt ten upamiętnia tablica, którą umieszczono na kamienicy przy al. Krasińskiego 11c.

## Zabudowa
- ul. Wygoda 1 (ul. Retoryka 23) – Kamienica, 1900.
- ul. Wygoda 3 – Kamienica, 1911.
- ul. Wygoda 5 – Kamienica, proj. Henryk Lamensdorf, 1910.
- ul. Wygoda 6a – Kamienica, proj. Zygmunt Prokesz, 1936.
- ul. Wygoda 6b – Kamienica, proj. Samuel Brand, 1936.
- ul. Wygoda 7 – Kamienica, proj. Józef Bareta, 1910.
- ul. Wygoda 7 – Kamienica, proj. Józef Bareta, 1910.

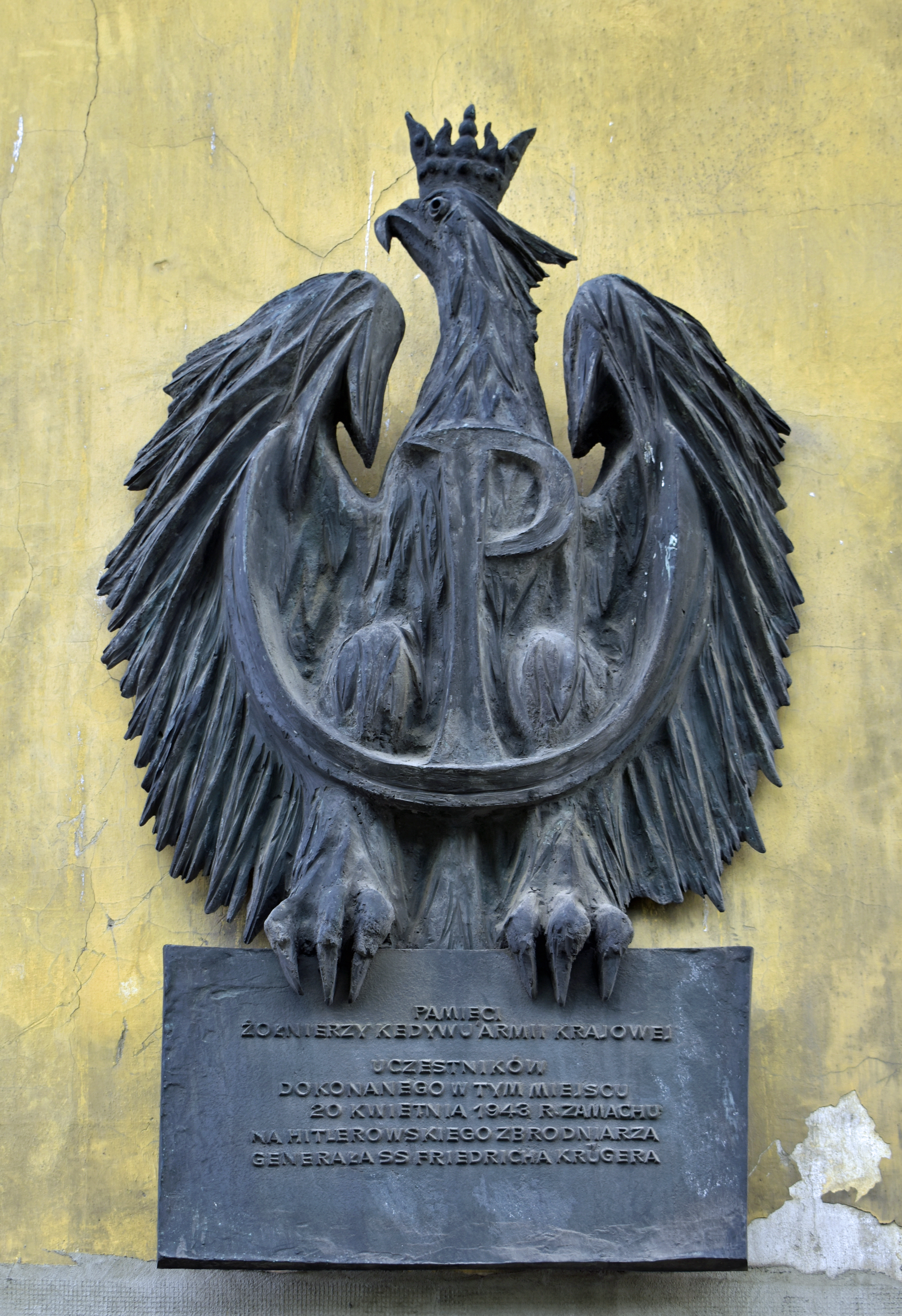
Tablica upamiętniająca Akcję Krüger al. Krasińskiego 11c
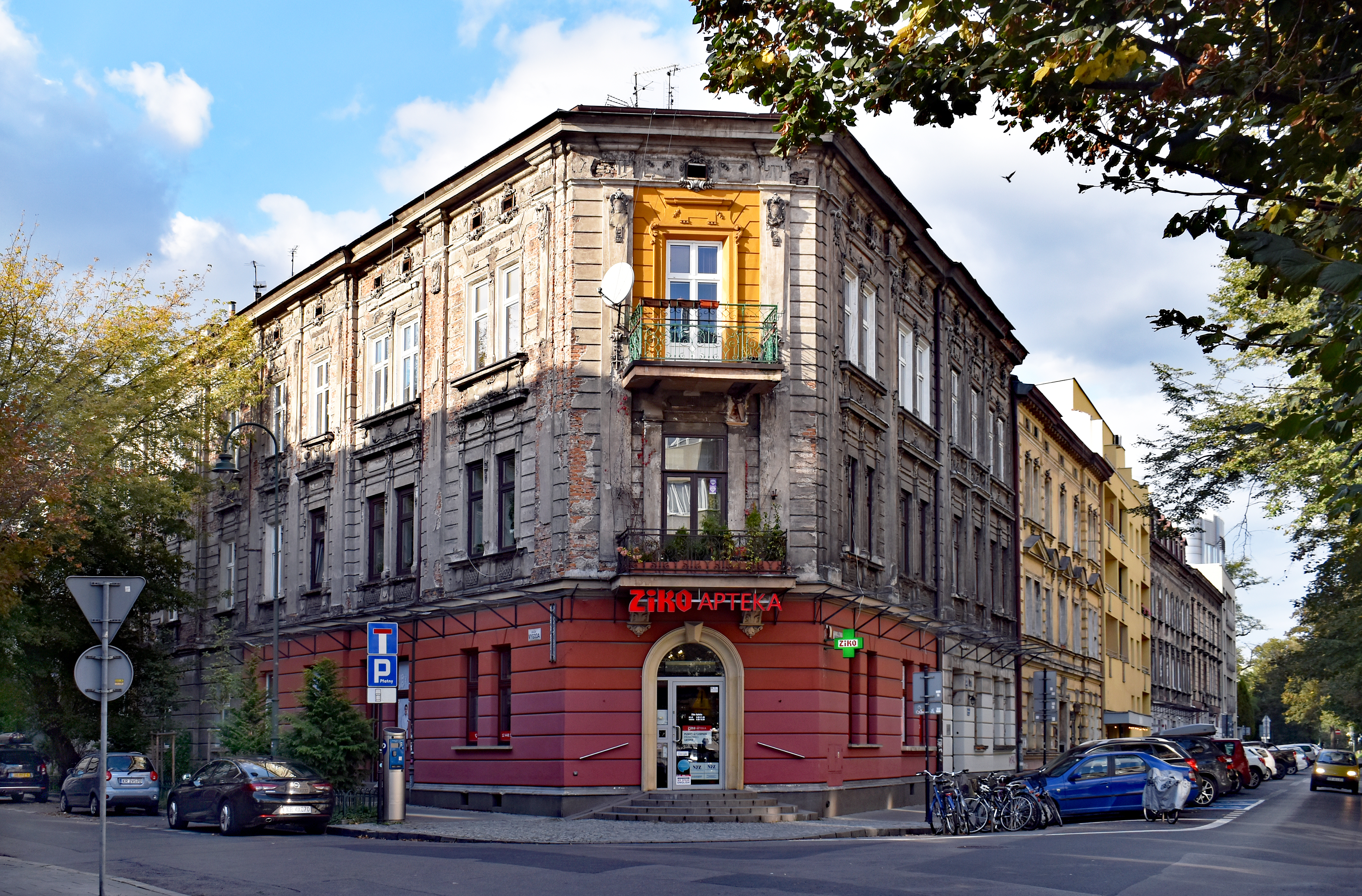
Kamienica czynszowa ul. Wygoda 1